# El gran Carlemany
El gran Carlemany (pronúncia catalã: / əɫ ɣɾaŋ kərləmaɲ/; em português:  O Grande Carlos Magno) é o hino nacional  do Principado de Andorra. Enric Marfany Bons compôs a música, enquanto a letra foi composta por Juan Benlloch i Vivó, em uma narrativa em primeira pessoa. Foi adotado como hino nacional em 8 de setembro de 1921, que também é o dia nacional de Andorra. As letras fazem referência a vários aspectos-chave da cultura andorrana e da história de Andorra, como a herança do Império Carolíngio.

## História
El gran Carlemany foi composto por Enric Marfany Bons (1871-1942), que foi um padre. A letra da música foi escrita por Juan Benlloch i Vivó (1864-1926), que foi Bispo de Urgel entre 1906 e 1919. Esta posição também o tornou o Copríncipe de Andorra ex officio. A canção foi oficialmente designada como o hino nacional do país em 8 de setembro de 1921, quando foi cantada na catedral do país pela primeira vez. O dia em que foi adotado –  8 de setembro - é o Dia Nacional de Andorra. Isso coincide com o dia da festa de Nossa Senhora de Meritxell, a santa padroeiro do país, que é mencionada na letra.

## Contexto
A letra conta sucintamente a história de Andorra "em uma narrativa de primeira pessoa". Reconhece a tradicional lenda andorrana que Carlos Magno teria reconquistado a região dos mouros entre 788 e 790, depois que o povo catalão guiou seu exército através dos vales escarpados, e Carlos Magno conquistou a independência do país, e suas primeiras fronteiras foram delimitadas nesse mesmo ano. Formou parte da Marca Hispanica, uma zona-tampão formada por Magno para proteger seu estado (o Império Carolíngio). Segundo a lenda, ele foi responsável pela reestruturação do país, reintroduzindo o Cristianismo para o povo e supervisionando a construção de mosteiros. Por causa dessas realizações, ele recebeu "uma aura mítica" e é considerado o fundador de Andorra. O hino começa com "O grande Carlos Magno, meu pai" ("Grande Charlemagne meu pai"), e faz memória a ele, além de celebrar o status do país como "a única filha restante do império carolíngio", uma vez que é o único remanescente da Marca Hispanica.